# Sierakowski Hrabia
Sierakowski Hrabia – polski herb hrabiowski, odmiana herbu Ogończyk, nadany w Galicji.

## Opis herbu
Opis zgodnie z klasycznymi regułami blazonowania:
W polu czerwonym połupierścień oparty na dolnej krawędzi tarczy, z kamieniem szmaragdowym, z którego strzała o drzewcu naturalnym z grotem srebrnym ku górze. Tarczę okrywa płaszcz heraldyczny, przewiązany na rogach sznurami złotymi, zwieńczony  koroną hrabiowską, z której klejnot herbowy: dwa ramiona w rękawach biało-srebrnych trzymające w rękach połupierścień złoty. Tarczę wspierają dwa lwy naturalne.

## Najwcześniejsze wzmianki
Nadany wraz z tytułem hrabiego (hoch- und wohlgeboren, graf von) 26 lipca 1775 w Galicji Wacławowi Hieronimowi, Romanowi, Józefowi, Wacławowi, Sebastianowi, Kajetanowi, Mateuszowi, Adamowi, Antoniemu, Maksymilianowi, Leonowi, Teodorowi i Stanisławowi Sierakowskim. Podstawą nadania był patent szlachecki z 1775 roku oraz funkcje publiczne, kościelne i wojskowe pełnione przez obdarowanych. Obdarowani byli spokrewnieni. Tytuł hrabiowski potwierdzono Sierakowskim w Prusach w 1776 roku oraz w Królestwie Polskim w 1824 i w Rosji w 1844 (dla syna Romana - Kajetana).

## Herbowni
Jedna rodzina herbownych (herb własny):
- graf von Bogusławice Sierakowski.